# Arisa Ogasawara
Arisa Ogasawara (小笠原 亜里沙 Ogasawara Arisa?) Tokio, 30 de septiembre de 1980) es una actriz y actriz de doblaje japonesa. En Japón el término Seiyū es el utilizado para referirse esta profesión que en occidente se refiere al doblaje dentro de las series de anime. 
Ha participado en series como Panty & Stocking with Garterbelt, D.Gray-man y Wolf's Rain, entre otras.

## Roles interpretados

### Series de Anime
- Ao no Exorcist como Nishiwaki
- Cowboy Bebop como Meifa Puzi
- D.Gray-man como Lulu Bell
- Devilman Lady como Ninomiya Tomoe
- Ghost in the Shell: Stand Alone Complex como Reiko Kanzaki
- Gundam 00 como Haro y Soma Peries
- Hanamaru Yōchien como Kakogawa-sensei
- Heroman como Holly Virginia Jones
- Karakurizōshi Ayatsuri Sakon como Mai Kawai
- Kekkaishi como Ryou Shishio
- Mokke como Fumi Matsunaga
- Oh! Edo rocket como O-riku
- Panty & Stocking with Garterbelt como Panty Anarchy
- Pokémon: Diamante y Perla como Honoka y Noa
- Star Driver: Kagayaki no Takuto como Mylène Aragon
- Wolf's Rain como Cheza
- Zenmai Zamurai como Kosame-chan

### OVAs
- Saint Seiya: The Lost Canvas - Hades Mythology como Serinsa
- Wolf's Rain como Cheza

### Películas
- Gekijoban Kido Senshi Gundam Double O como Haro y Soma Peries
- Tales of Vesperia: The First Strike como Hisca Aiheap

### Doblaje japonés
- Freaky Friday como Anna Coleman
- Harry Potter y el cáliz de fuego como Fleur Delacour
- Ice Princess como Casey Carlyle
- Kim Possible como Kimberly Ann "Kim" Possible
- Kim Possible: A Sitch in Time como Kimberly Ann "Kim" Possible
- Kim Possible Movie: So the Drama como Kimberly Ann "Kim" Possible
- Mean Girls como Cady Heron
- Racing stripes como Channing Walsh
- Spider-Man 3 como Gwen Stacy

## Música
Para el anime Panty & Stocking with Garterbelt ha participado en los siguientes CD:
- Panty & Stocking with Garterbelt: The Original Soundtrack:[2] Juice (junto con Jun Sasaki), Chocolat (junto con TCY Force y Mariya Ise; esta canción apareció en el episodio 17)
- Panty & Stocking With Garterbelt The Worst Album:[3] Todos los temas Cherry Corrida (junto con Mariya Ise, Kōji Ishii, Kazuhiko Inoue, Takashi Nakamura y Hiroyuki Yoshino)